# Улица Цандера (Москва)
Улица Ца́ндера — старая улица на севере Москвы, в Останкинском районе Северо-Восточного административного округа между Звёздным бульваром и улицей Академика Королёва.

## Происхождение названия
Названа в 1964 году в честь Фридриха Артуровича Цандера (1887—1933) — учёного, изобретателя, одного из пионеров ракетной техники.

## Расположение
Улица Цандера проходит с юга на север, начинается от Звёздного бульвара напротив 6-го Новоостанкинского проезда, пересекает 2-ю Новоостанкинскую улицу, улицу Кондратюка, 3-ю Новоостанкинскую улицу, и заканчивается на улице Академика Королёва, переходя в 6-й Останкинский переулок.

## Примечательные здания и сооружения
По нечётной стороне:
- № 3 — корпус гимназии № 1518. До 2010-х годов на этом месте стояло старое здание школы, построенной в 1935 году по типовому проекту архитектора В. А. Ершова[1]. Изначально это была средняя школа № 34[2], к 2010-м годам она носила номер 271[3].
- № 5 — детская поликлиника Главного медицинского управления УД Президента РФ;
- № 7, корпус 1 — дом брежневской постройки, имеющий черты сталинской архитектуры, в нём жил профессор МАИ Клыпин Анатолий Александрович.
- № 7, корпус 2 — детская школа искусств имени А. С. Даргомыжского;
- № 7, корпус 2А — магазин «Пятёрочка», магазин «Ларес»;
- № 9 — поликлиника № 77 СВАО;

По чётной стороне:
- № 6 — инвестиционная компания «Статус».